# 四氯合碘酸铯
四氯合碘酸铯是一种无机化合物，化学式为CsICl4。它是碱金属四氯碘酸盐中对热最稳定的。它加热分解为二氯合碘酸铯和氯气。

## 制备及结构
四氯合碘酸铯可由氯化铯和三氯化碘在盐酸溶液中反应得到，其溶解度随着三氯化碘的量的提高或盐酸浓度的提高而迅速下降。
它可以形成正交晶系晶体，空间群Cmcm（D2h17）。